# John Finch (1er baron Finch)
Ne doit pas être confondu avec Jean Finch.
John Finch, 1er baron Finch, né le 17 septembre 1584 et mort en novembre 1660, est un juge et homme politique anglais. Président de la Chambre des communes de 1628 à 1629, il ne parvient pas à réconcilier les députés au roi Charles Ier, qui ne convoque alors plus aucun parlement durant onze ans. Accusé par les députés en 1640 de n'avoir pas défendu les prérogatives du Parlement face au monarque, il est contraint à l'exil jusqu'à la Restauration.

## Biographie
Fils aîné d'un avocat de Canterbury, il entame ses études à Emmanuel College à l'université de Cambridge à l'âge de 12 ans. Il étudie ensuite le droit à Gray's Inn. Étudiant dissolu, il est néanmoins appelé au barreau en 1611. En 1617 il devient recorder (juge) de Canterbury, poste qu'il occupera de manière intermittente au cours de la décennie qui suit. En décembre 1620 il est élu une première fois député de Canterbury à la Chambre des communes du Parlement d'Angleterre. Proche de Francis Bacon, il défend celui-ci à la Chambre face aux accusations de corruption. Bacon étant reconnu coupable, cette prise de position vaut à Finch de perdre durant quelques années son poste de juge à Canterbury. Il ne se présente pas aux élections pour le parlement de 1624, mais siège à nouveau pour cette ville au parlement de 1625. Il est fait chevalier en juin, et est perçu comme un député acquis à la cause du gouvernement de Charles Ier et de George Villiers, duc de Buckingham. 
Il est réélu pour le parlement de 1626, dans des circonstances controversés. Des électeurs de Canterbury déposent une pétition affirmant qu'il n'a pas remporté l'élection, et que le shérif l'a déclaré élu à tort. Le parlement de 1626 (présidé par son cousin Heneage Finch) ne siégeant que trois mois, l'affaire n'est pas résolue avant sa dissolution, et John Finch occupe son siège durant cette législature. Dans le cadre des débats parlementaires, il défend le duc de Buckingham face aux critiques d'autres députés, qui l'accusent notamment d'avoir séquestré illégalement un navire commercial français. Il est récompensé en étant nommé Conseiller du roi (King's Counsel, titre attribué aux juristes émérites). En décembre, il est nommé attorney general (conseiller juridique) de la reine Henriette Marie, fonction qu'il occupera jusqu'en 1634. 
Il est réélu député de Canterbury pour le parlement de 1628 et, à la demande du roi, les députés l'élisent président de la Chambre des communes. C'est sous sa présidence que le Parlement adopte en mai la Pétition des droits, réaffirmant le principe de l’habeas corpus et le droit exclusif du Parlement de décider des impôts. En juin, il informe la Chambre que le roi leur ordonne de cesser les attaques à l'encontre du duc de Buckingham. Le député Sir Dudley Digges lui répond que dans ce cas la Chambre cessera toute discussion sur tout sujet, et ne votera pas les crédits demandés par le monarque. John Finch est contraint par les députés d'ordonner la suspension de tout débat. Avec leur accord, il quitte l'enceinte de la chambre, et les députés s'organisent en comité en son absence pour débattre une motion décrivant le duc comme un « ennemi de l'État ». Le roi fait suspendre la séance pour mettre fin à cette discussion. Quelques jours plus tard il est chargé par la Chambre, contre son gré, de présenter au roi les « remontrances » des députés à l'encontre du « pouvoir excessif et des abus de pouvoir » du duc. 
En mars 1629, alors que les députés contestent au monarque le droit d'imposer seul des taxes sur les produits importés, Charles Ier ordonne à John Finch d'annoncer à la Chambre un ajournement du parlement. Le député John Eliot insiste pour que sa motion de remontrance envers le gouvernement à ce sujet soit lue, débattue et votée. Finch refuse, et tente de quitter la chambre pour mettre fin à la session. Les députés Denzil Holles et Benjamin Valentine le rattrapent, le traînent jusqu'à son siège et le maintiennent assis de force, tandis que Sir Miles Hobart prend la clef du sergent d'arme et ferme la porte de la chambre à clef. Les députés exigent que Finch préside le débat sur le texte sur la remontrance. Lorsque ce dernier indique qu'il ne peut désobéir au roi, William Strode lui répond qu'il doit obéissance en premier lieu à la Chambre des communes. John Finch demeure silencieux tandis que John Eliot lit le texte de sa remontrance, puis le président est autorisé à quitter la chambre pour en informer le roi. La réponse du roi est de dissoudre le parlement, faire emprisonner John Eliot et sept autres députés frondeurs, et de gouverner durant onze ans sans en convoquer de nouveau. C'est la période dite du « Règne personnel », qualifiée de « tyrannie de onze ans » par les parlementaires. 
En 1634, John Finch est nommé président de la Cour des plaids-communs. Il est membre du panel de juges qui se prononcent en appel à la Cour de la Chambre de l'Échiquier en février 1637 sur le procès de l'ancien député John Hampden, qui a refusé de payer un impôt introduit directement par le roi. Cet impôt, dit ship money (« argent pour les navires »), est imposé aux habitants des régions côtières pour financer la construction et l'entretien des navires de la Marine. Hampden estime cet impôt illégal, puisqu'il n'a pas été voté par le Parlement. La Cour se prononce par sept voix contre cinq pour confirmer la légalité de l'impôt, John Finch expliquant que le Parlement ne peut restreindre l'autorité du roi à prendre les mesures nécessaires pour la défense du royaume. Ce jugement contribue à faire craindre à de nombreux Anglais que le roi entend régner indéfiniment sans parlement. La même année, siégeant à la cour de la Chambre étoilée, Finch ordonne que William Prynne ait les joues marquées au fer rouge pour propos calomnieux à l'encontre d'évêques. Il est, de manière générale, un juge peu populaire ; on lui reproche son ton impérieux et sa tendance à « haranguer » les tribunaux auxquels il siège.
En janvier 1640, il est nommé Lord Keeper du grand sceau d'Angleterre, mettant fin à sa carrière de juge. Le 7 avril il est anobli, étant fait baron Finch de Fordwich, ce qui lui permet de siéger à la Chambre des lords durant le Court Parlement qui siège du 13 avril au 5 mai. Mais lorsque le Long Parlement s'assemble en novembre, la Chambre des communes initie une procédure de destitution à son encontre. Les députés l'accusent, par son comportement lors du dernier jour de la session parlementaire de 1629, d'avoir désobéi à la Chambre et d'avoir ainsi attenté « aux droits anciens et indubitables » de celle-ci. On l'accuse également d'avoir été un serviteur zélé du roi dans la collecte d'un impôt illégal, et d'avoir ainsi « trahi » le royaume par sa « subversion des lois fondamentales » d'Angleterre. Convoqué devant la Chambre, John Finch se défend avec éloquence, mais les députés votent à la majorité pour demander à la Chambre des lords de l'inculper pour trahison. Il fuit le pays le soir même, se réfugiant à La Haye, dans les Provinces-Unies, et le Parlement séquestre ses terres. La Révolution anglaise éclate en 1642, aboutissant à l'exécution du roi et à l'instauration de la dictature d'Oliver Cromwell, au lieu du régime parlementaire voulu par les révolutionnaires.
John Finch revient en Angleterre à la restauration de la monarchie en 1660. Il reprend sa place à la Chambre des lords, mais meurt en novembre, à une date incertaine. Il ne laisse pas de descendance, et son titre de baron s'éteint avec lui. Il est inhumé à l'église Saint-Martin de Canterbury.